# 윤공주
윤공주(1981년 5월 20일 ~ )는 대한민국의 뮤지컬 배우이다. 단국대 연극영화과 출신인 그녀는 2003년에 데뷔를 했다. 그동안 ‘그리스’의 샌디, ‘겨울 나그네’의 주연, ‘컨펜션’의 태연, ‘미녀는 괴로워’의 주인공 제니, ‘맨 오브 라만차’의 알 돈자, ‘올슉업’의 ‘나탈리’ 역 등에 연기해 왔다.

## 학력
- 단국대학교 연극영화학과

## 출연 작품
- 2024년 ~ 2025년 지킬 앤 하이드 (루시 역) 블루스퀘어 신한카드홀
- 2024년 마리 앙투아네트 (마그리드 아르노역) 디큐브 링크아트센터
- 2023년 렛미플라이 (선희역) 예스24스테이지 1관
- 2023년 벤허 (에스더역) LG아트센터 서울
- 2023년 베토벤 (안토니 브렌타노역) 예술의전당 오페라 극장
- 2022년 아이다 (아이다 역) 블루스퀘어 신한카드홀
- 2021년 ~ 2022년 지킬 앤 하이드 (루시 역) 샤롯데씨어터
- 2021년 시카고 (벨마 켈리 역) 디큐브아트센터

- 2021년 맨 오브 라만차 (알돈자 역) 샤롯데씨어터, 충무아트홀 대극장
- 2019년 ~ 2020년 아이다 (아이다 역) 블루스퀘어 인터파크 홀
- 2019년 안나 카레니나 (안나 카레니나 역) 블루스퀘어 인터파크홀
- 2018년 ~ 2019년 지킬 앤 하이드 (루시 역) 샤롯데씨어터
- 2018년 노트르담 드 파리 (에스메랄다 역) 세종문화회관 대극장
- 2018년 맨 오브 라만차 (알돈자 역) 블루스퀘어 인터파크홀
- 2017년 ~ 2018년 타이타닉 (앨리스 빈 역) 샤롯데씨어터
- 2017년 아리랑 (방수국 역) 예술의전당 오페라극장
- 2016년 ~ 2017년 아이다 (아이다 역) 샤롯데씨어터
- 2016년 노트르담 드 파리 (에스메랄다 역) 블루스퀘어 삼성전자홀
- 2016년 삼총사 (밀라디 역) 디큐브아트센터
- 2015년 ~ 2016년 오케피 (하프 연주자 역) LG아트센터
- 2015년 아리랑 (방수국 역) LG아트센터
- 2015년 드림걸즈 (디나 존스 역) 샤롯데씨어터
- 2014년 ~ 2015년 마리 앙투아네트 (마그리드 아르노 역) 샤롯데씨어터
- 2014년 뱀파이어 [일본] (로레인 역) 도쿄 분카무라 오챠드홀
- 2014년 태양왕 (프랑소와즈 역) 블루스퀘어 삼성전자홀
- 2013년 ~ 2014년 노트르담 드 파리 (에스메랄다 역) 블루스퀘어 삼성전자홀
- 2013년 몬테크리스토 (메르세데스 역) 충무아트홀 대극장
- 2013년 카페인 [일본] (김세진 역) 도쿄 아뮤즈뮤지컬씨어터
- 2012년 맨 오브 라만차 (알돈자 역) 샤롯데씨어터
- 2012년 시카고 (록시 하트 역) 디큐브아트센터
- 2012년 카페인 (김세진 역) 컬처스페이스 엔유
- 2011년 햄릿 (오필리어 역) 유니버설아트센터
- 2011년 렌트 (미미 역) 충무아트홀 대극장
- 2011년 천국의 눈물 (린 역) 국립극장 해오름극장
- 2010년 틱틱붐 (수잔 역) 충무아트홀 중극장 블랙
- 2010년 생명의 항해 (금순 역) 국립극장 해오름극장
- 2010년 올슉업 (나탈리 헬러 역) 한전아트센터
- 2009년 ~ 2010년 웨딩싱어 (홀리 역) 충무아트홀 대극장
- 2010년 올슉업 (나탈리 헬러 역) 충무아트홀 대극장
- 2008년 ~ 2009년 미녀는 괴로워 (강한별 역) 충무아트홀 대극장
- 2008년 맨 오브 라만차 (알돈자 역) LG아트센터
- 2008년 나쁜 녀석들 (크리스틴 역) 두산아트센터 연강홀
- 2007년 ~ 2008년 컨페션 (김태연 역) 충무아트홀 소극장 블루
- 2007년 맨 오브 라만차 [일본] (알돈자 역) 도쿄 아오야마극장
- 2007년 맨 오브 라만차 (알돈자 역) LG아트센터
- 2007년 그리스 (샌디 역) 유니버설아트센터
- 2007년 올슉업 (나탈리 헬러 역) 충무아트홀 대극장
- 2007년 하루 (민연두 역) 유니버설아트센터
- 2006년 컨페션 (김태연 역) 충무아트홀 중극장 블랙
- 2006년 드라큘라 (로레인 역) 한전아트센터
- 2005년 겨울 나그네 (정다혜 역) 국립극장 해오름극장
- 2005년 그리스 (샌디 역) 동숭아트센터 동숭홀
- 2005년 그리스 (샌디 역) 충무아트홀 대극장
- 2004년 ~ 2005년 사랑은 비를 타고 (유미리 역) 인켈아트홀 1관
- 2003년 토요일밤의 열기 (앙상블) 리틀엔젤스예술회관
- 2001년 가스펠 (앙상블) 문화일보홀

## 수상
- 2011년  제5회 더뮤지컬어워즈 신한카드 여우인기상 (천국의 눈물)
- 2011년  제17회 한국뮤지컬대상 인기스타상 (천국의 눈물)
- 2007년  제13회 한국뮤지컬대상 인기스타상 (올슉업, 맨 오브 라만차)
- 2006년  제12회 한국뮤지컬대상 여우신인상 (드라큘라)